# Vilarelhos
Vilarelhos é uma povoação portuguesa sede da Freguesia de Vilarelhos do município de Alfândega da Fé, freguesia com 12,05 km² de área e 217 habitantes (censo de 2021), tendo, por isso, uma densidade populacional de 18 hab./km².

## Demografia
A população registada nos censos foi:
| Distribuição da População por Grupos Etários | Distribuição da População por Grupos Etários | Distribuição da População por Grupos Etários | Distribuição da População por Grupos Etários | Distribuição da População por Grupos Etários |
| -------------------------------------------- | -------------------------------------------- | -------------------------------------------- | -------------------------------------------- | -------------------------------------------- |
| Ano                                          | 0-14 Anos                                    | 15-24 Anos                                   | 25-64 Anos                                   | > 65 Anos                                    |
| 2001                                         | 47                                           | 32                                           | 160                                          | 96                                           |
| 2011                                         | 27                                           | 26                                           | 131                                          | 91                                           |
| 2021                                         | 18                                           | 17                                           | 91                                           | 91                                           |